# Lusonectes sauvagei
Il lusonecte (Lusonectes sauvagei) è un rettile acquatico estinto, appartenente ai plesiosauri. Visse nel Giurassico inferiore (Toarciano, circa 190 milioni di anni fa) e i suoi resti fossili sono stati ritrovati in Portogallo.

## Descrizione
Questo animale è noto per un cranio parziale e una mandibola, ritrovati nella formazione di São Gião. Il cranio è molto simile a quello di plesiosauri più noti, come lo stesso Plesiosaurus e Microcleidus, ma se ne distingue per alcune caratteristiche minori del cranio. Come tutti i plesiosauri, anche Lusonectes doveva possedere un corpo leggermente appiattito, circondato da quattro arti trasformati in natatoie e un lungo collo. Il cranio era dotato di lunghi denti acuminati che si intersecavano fra loro.

## Classificazione
I fossili di questo animale furono scoperti nel Diciannovesimo Secolo da Henri Émile Sauvage, un paleontologo francese, nei depositi di Alhadas presso Murtede, in Portogallo. I fossili non vennero descritti per più di un secolo e vennero attribuiti semplicemente al gruppo dei plesiosauri a collo lungo; soltanto nel 2011 vennero ristudiati e attribuiti a un nuovo genere di plesiosauro, Lusonectes, distinto dagli altri plesiosauridi per una caratteristica (autapomorfia): un largo processo dell'osso parasfenoide lungo quanto le cavità interpterigoidi posteriori. Un'analisi cladistica pone Lusonectes tra gli "elasmosauri microcleididi", equivalenti alla famiglia Plesiosauridae (da Ketchum e Benson, 2010). Ulteriori studi (Benson et al., 2012) hanno distinto tra plesiosauridi (in effetti considerati rappresentati dal solo Plesiosaurus) e microcleididi. Lusonectes è l'unico plesiosauro dall'identità valida proveniente dal Portogallo.

## Significato del nome
Il nome generico deriva dal prefisso Luso ("portoghese") e dalla parola greca nectes ("nuotatore"). L'epiteto specifico, sauvagei, è in onore di Henri Emile Sauvage, che per primo descrisse il fossile.